# سولارو (لمباردی)
سولارو (به ایتالیایی: Solaro) یک کومونه در ایتالیا است که در استان میلان واقع شده‌است. سولارو ۶٫۷ کیلومتر مربع مساحت و ۱۴٬۲۰۳ نفر جمعیت دارد و ۲۱۱ متر بالاتر از سطح دریا واقع شده‌است.